# Solanum pseudocapsicum
Solanum pseudocapsicum là loài thực vật có hoa trong họ Cà. Loài này được L. miêu tả khoa học đầu tiên năm 1753.
Đây là loài cây lâu năm có thể được trồng để trang trí như cây nhà, song ở một số khu vực của Nam Phi, Australia và New Zealand nó được coi là một loại cỏ dại.

## Tổng quan
Là loài bản địa Peru và Ecuador, chúng có thể sống sót trong điều kiện băng giá và thời tiết lạnh. Chúng có tuổi thọ lên đến 10 năm, thường ra quả trong năm thứ hai hoặc thứ ba và mỗi năm sau đó. Chúng có quả giống quả cà chua và quả rất giống với quả cà chua bi về vị và hình dạng và do đó dễ bị nhầm với cà chu bi.
Chất độc của quả loài này chủ yếu là solanocapsine, giống như các loại alkaloid khác được tìm thấy ở trong chi này, như solanine và atropine. Dù chất độc của chúng độc nhưng nhìn chung không đe dọa mạng sống con người. Nó có thể gây ra các vấn đề cho dạ dày nư nôn mửa và viêm dạ dày ruột được gọi bằng tên khoa học ngày nay đã không còn được sử dụng S. ipecacuanha.
Quản se ri Jerusalem có thể độc đối với mèo  và một số loài chim.